# Glutathion-S-transferáza

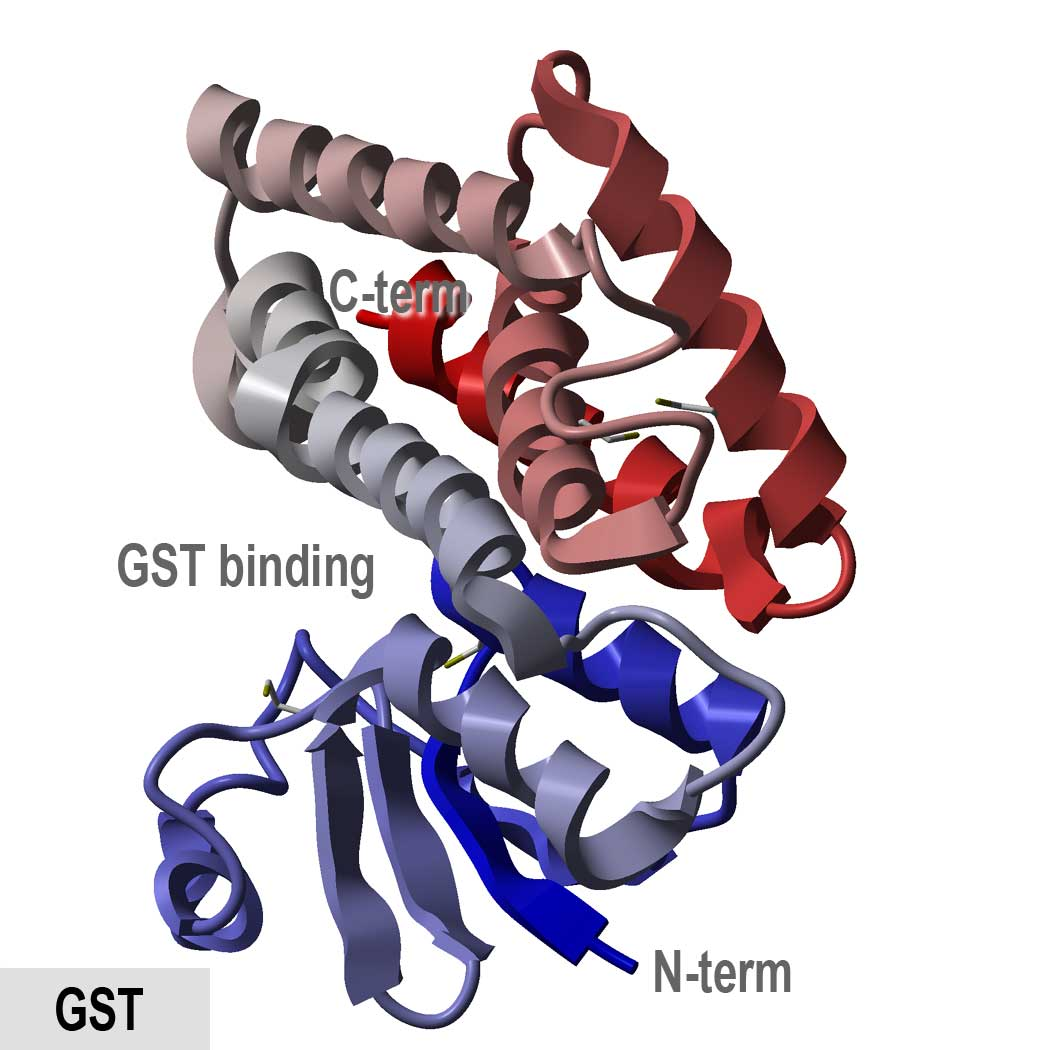
Glutathion-S-transferáza z komára Anopheles cracens, krystalograficky určená struktura

Glutathion S-transferáza (GST) je označení pro enzym známý pro svou schopnost katalyzovat konjugaci redukovaného glutathionu (GSH) s cizorodými toxickými substráty. Glutathion-S-transferázy se nachází v bakteriálních buňkách, ale i v buňkách eukaryotických organismů včetně člověka, kde slouží jako metabolické enzymy druhé fáze detoxikace. Dělí se do tří rodin – cytosolické, mitochondriální a mikrozomální. Zástupci GST superrodiny vykazují značné odlišnosti v aminokyselinové sekvenci a velké množství sekvencí GST ve veřejných databázích má stále neznámou funkci.
V některých orgánech savců může GST představovat až 10 % celkových proteinů. GST katalyzují konjugaci glutathionu přes sulfhydrylovou skupinu s elektrofilními centry na rozmanitých substrátech; navázáním glutathionu se tyto substráty stávají více rozpustnými ve vodě. Dochází tak k detoxifikaci nejen tělních odpadních látek, jako jsou peroxidované lipidy, ale i k odstranění xenobiotik, tedy látek cizorodé povahy, z těla. GST také může vyvazovat jedovaté látky a fungovat jako transportní protein, což vedlo k ranému názvu pro GST – ligandin.

## Klasifikace
GST se na základě proteinové sekvence a struktury třídí do tří superrodin - cytosolické, mitochondriální a mikrozomální (MAPEG) GST. .Cytosolické GST jsou poměrně konzervované a obvykle mívají vzájemně až 40% sekvenční homologii. To neplatí pro mitochondriální a mikrozomální GST, které jsou velmi rozrůzněné a vzájemně nepodobné. Cytosolické GST se podle struktury dělí do 13 tříd: alfa, beta, delta, epsilon, zeta, theta, mu, nu, pi, sigma, tau, phi a omega. Mitochondriální GST představují třídu kappa a mikrozomální GST se dělí do čtyř podskupin I-IV. V lidském těle se vyskytují GST tříd alfa, zeta, theta, mu, pi, sigma a omega a dále šest isozymů z tříd I, II a IV mikrozomálních GST.

## Struktura
Glutathion-vazebné místo (G-místo) se nachází v thioredoxin-like doméně cytosolických i mitochondriálních GST enzymů. Oblast helixu α2 vykazuje při srovnávání různých GST největší rozmanitost a je místem, které kontaktuje glycinový zbytek glutathionu. Aminokyselinou, která glycin glutathionu kontaktuje, je u části GST tyrosin, u části serin či cystein. Savčí cytosolické GST jsou dimerní a obě podjednotky patří vždy do stejné třídy GST, ale nemusí být nutně zcela identické. Monomerní GST má velikost asi 25 kDa.

## Funkce
GST není funkční bez stálého přísunu GSH, tedy redukovaného glutathionu. Ten vzniká činností gamma-glutamylcystein-syntetázy a glutathionsyntázy. Důležité jsou i přenašeče, které z buňky odstraňují již konjugované látky z buňky ven. Primární funkcí GST je katalyzovat nukleofilní atak glutathionem na elektrofilní uhlík, síru nebo dusík na molekulách nepolárních cizorodých látek. Tím brání tomu, aby takové látky např. poškozovaly správnou funkci buněčných proteinů nebo nukleových kyselin, na které se mohou vázat. K substrátům GST patří i různé jedovaté či škodlivé látky běžné v životním prostředí člověka, jako chemoterapeutika a jiná léčiva, pesticidy, herbicidy, karcinogenní látky či různé epoxidy. GST mimo jiné detoxifikuje β1-8,9-epoxid vznikající v těle krys z aflatoxinu B1, což jim umožňuje být proti tomuto jedu v plesnivých potravinách být imunní. Pro stanovení funkčnosti savčích GST se používá substrát 1-chloro-2,4-dinitrobenzen. Naopak látkou inhibující funkci GST je mimo jiné bilirubin. Platí, že lidské GST izoformy se zpravidla vyskytují přísně v určitých orgánech či buněčných typech – např. alfa GST je v jaterních buňkách a pí GST je ve žlučovodech.
Zajímavostí je, že se GST účastní i buněčné signalizace, a to díky své schopnosti vázat se na nesubstrátové ligandy (tedy látky, které není schopna metabolizovat). Mohou tak inhibovat např. funkci některých kináz v MAP kinázové dráze nebo JNK kinázy účastnící se spouštění apoptózy.
GST enzymy zřejmě hrají důležitou roli ve vzniku rakoviny i rezistence ke chemoterapeutikům. Některé alely GST enzymů mají vliv na vznik astmatu, aterosklerózy, alergie či dalších zánětlivých onemocnění. Diabetes je nemoc doprovázená oxidativním poškozením tkání a u mnoha pacientů nefunguje glutathionový metabolismus tak, jak by měl. Oxidativní poškození spojuje GST (třídy omega) i s neurologickými nemocemi, jako je Alzheimerova choroba, Parkinsonova nemoc či amyotrofická laterální skleróza. GST jsou také mimoděk dobrými markery poškození jednotlivých orgánů – pokud jejich hladiny v určitých orgánech klesají, něco je s ním špatně. To je výhodné pro diagnostiku např. poškození jater při transplantaci, u otrav či virových infekcí.

## GST-tagování a izolace proteinů
GST enzym se používá ve vědeckém výzkumu. Je možné je přidat jako tag k proteinu, který výzkumník zkoumá, a následně je ho možné vyizolovat pomocí pull-down purifikace. Prvním krokem je připojení DNA kódující GST ke kódující sekvenci genu, který kóduje protein, který chceme otagovat. Po expresi takového fúzního genu získáváme buněčný lyzát s tímto GST-fúzním proteinem. GST protein má velmi silnou afinitu k glutathionu a pokud do proteinového lyzátu přidáme např. na agarózových kuličkách, můžeme tímto způsobem vyizolovat čistý GST-tagovaný protein. V určitých případech je možné GST tag i odstranit, aby neinterferoval s funkcí proteinu.